# Silure
Silurus
Pour les articles homonymes, voir Silure (homonymie).
Genre
Les silures (Silurus) forment un genre de poissons d'eau douce de la famille des Siluridae. On compte aujourd'hui seize espèces identifiées de silures, dont la plus connue est le silure glane.

## Description

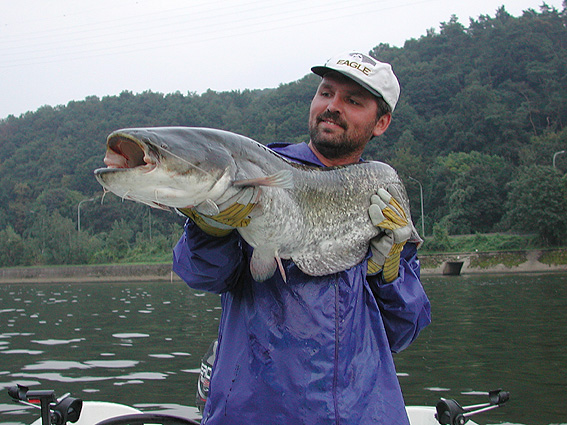
Silure glane de 1,24 m.

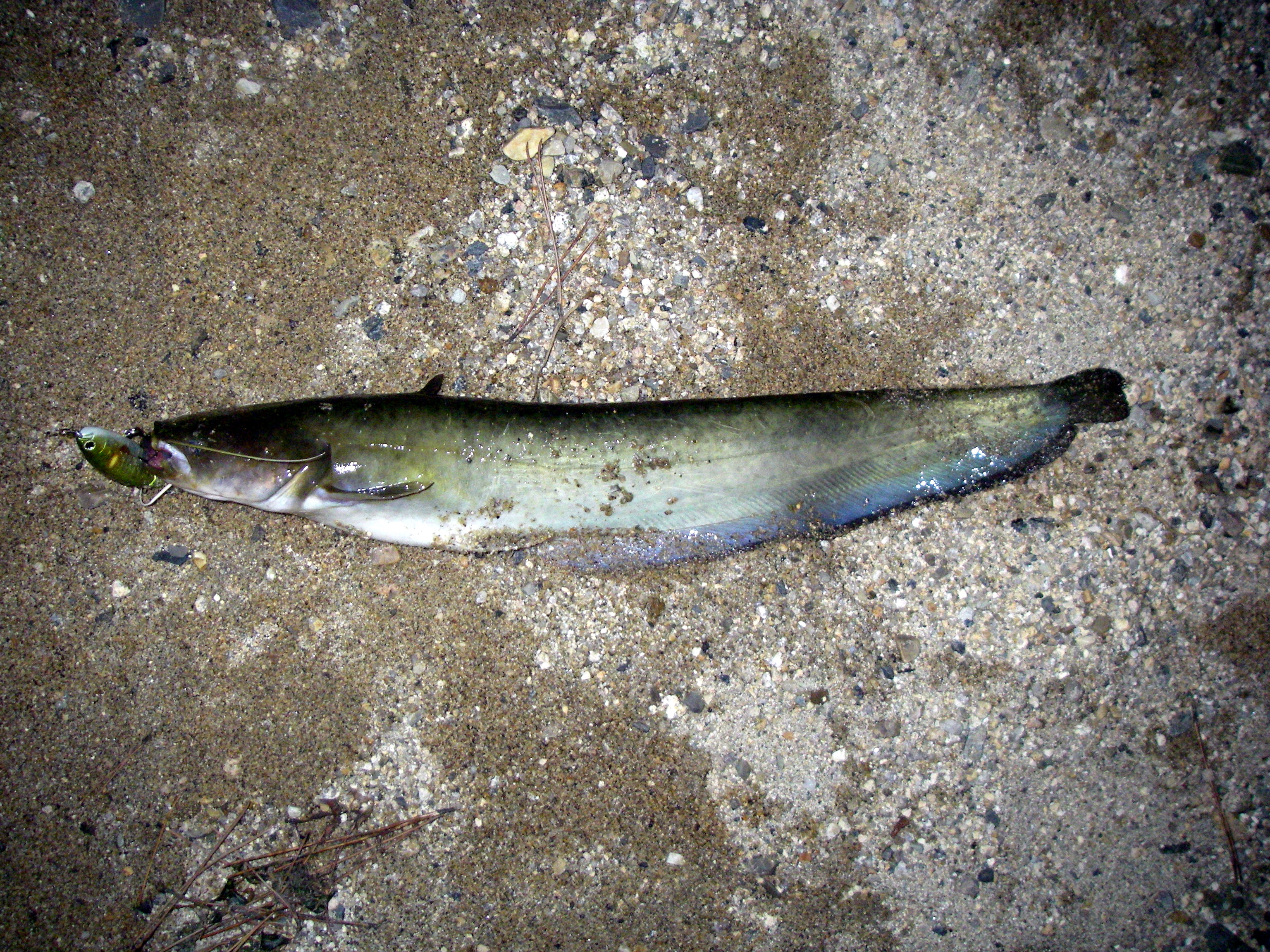
Silurus asotus capturé au Japon.

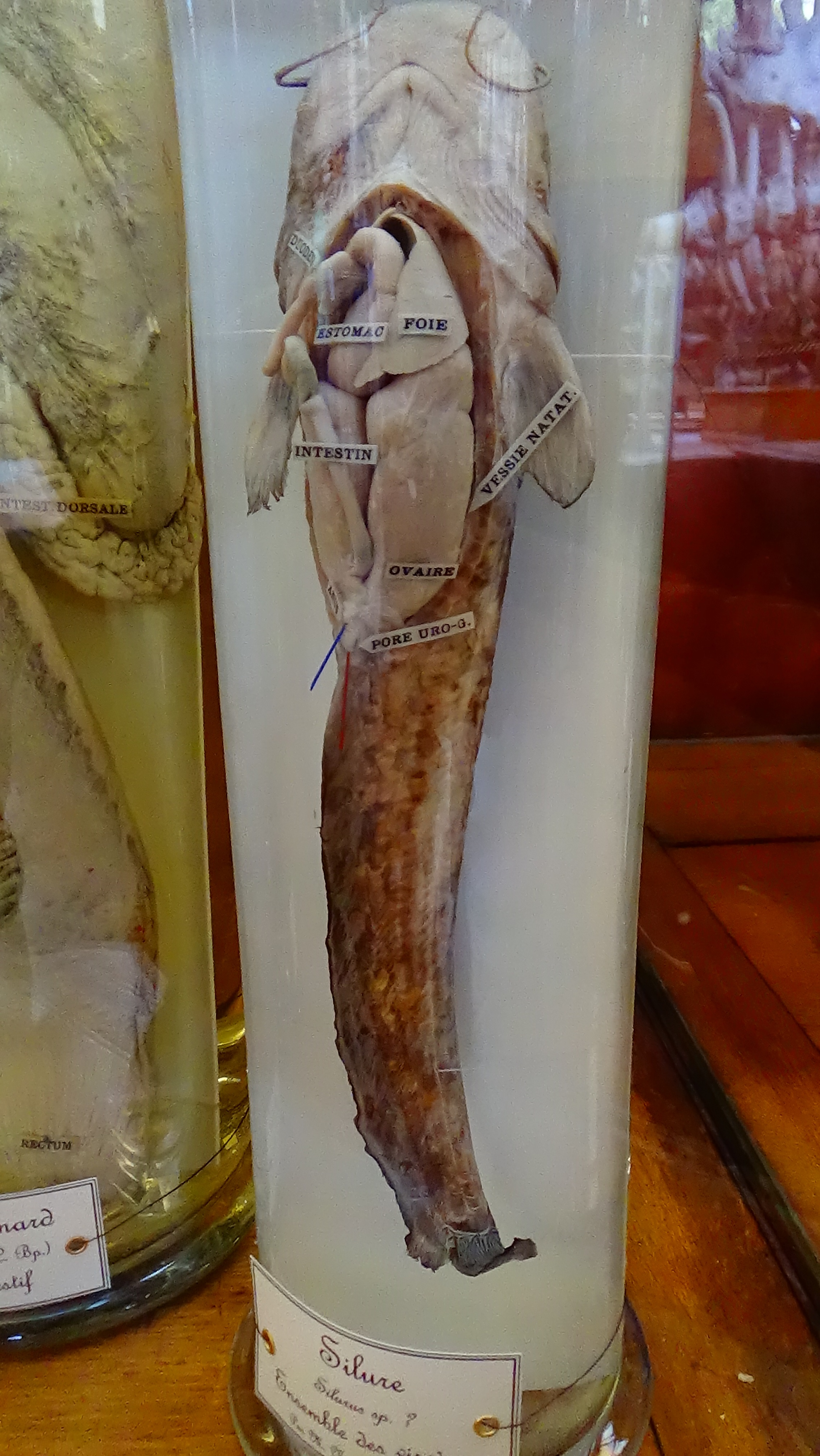
Silurus sp. - ensemble des viscères - Muséum national d'histoire naturelle de Paris.

Le silure est un poisson sans écaille avec une peau vert-brun très glissante car recouverte de mucus. Son ventre est assez clair, de couleur jaune ou blanc et il existe également des spécimens albinos de couleur jaune, jaune-orangé. La tête du silure est massive et plate avec une grosse bouche dotée de lignes de dents très petites et nombreuses orientées vers l’arrière de sa gueule. Il possède six barbillons : deux longs sur la mâchoire supérieure et quatre courts sur la partie inférieure de sa tête. On compte quatre nageoires : une anale, une dorsale munie d’un aiguillon et des pelviennes de chaque côté également munies d’un dard.
Les silures mesurent environ 1,5 m de long en moyenne et les poissons de plus de deux mètres sont de plus en plus communs, pour un poids allant de 50 à 150 kg. Les plus gros silures atteignent des tailles allant de 2,65 à 2,85 m,, le record dans les eaux françaises étant de 2,75 m,,,.

## Éthologie

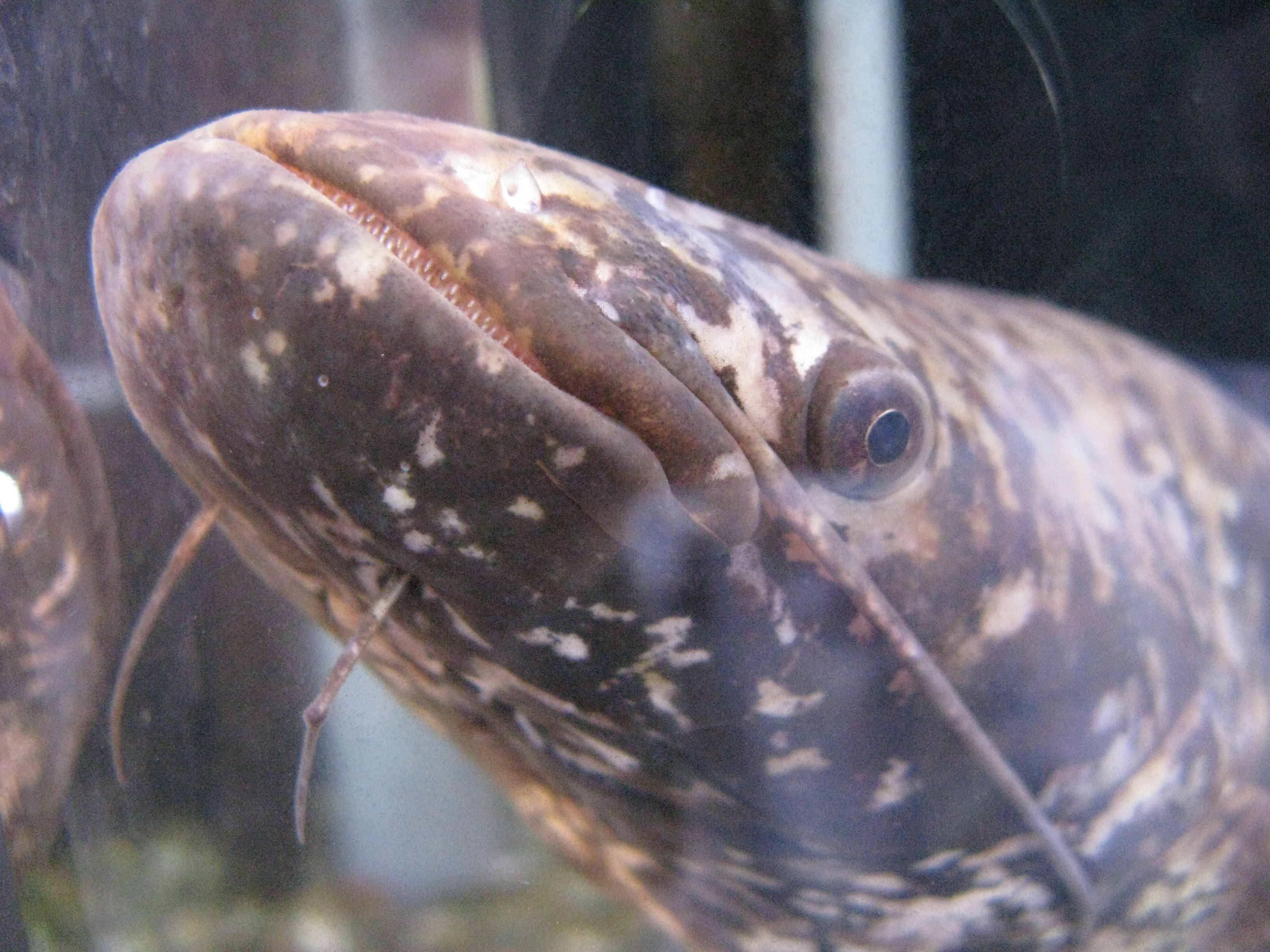
Détail de la tête d'un Silurus lithophilus en aquarium.

Le silure est un poisson omnivore solitaire, lucifuge (qui évite la lumière), vivant d'ordinaire dans les zones les plus profondes de son habitat. Ce comportement peut cependant évoluer exceptionnellement, comme mis en évidence par une étude sur des silures du Tarn chassant en pleine journée des pigeons venus s'abreuver sur les rives de la rivière, en se projetant hors de l'eau. Ils sont également très nombreux dans la Seine, à Paris en particulier.
Ils vivent en moyenne vingt ans. La période des amours se situe de mai à juillet dans des eaux à 20 °C ; la femelle peut pondre jusqu'à 500 œufs. 

## Risques sanitaires, écotoxicologie
Parce que s'alimentant volontiers au niveau du sédiment et étant susceptible de vivre longtemps, le silure fait partie des poissons reconnus bioaccumulateurs : dans un milieu pollué, des polluants se concentrent dans le corps des silures. En raison de sa propension à bioconcentrer les métaux lourds, certains métalloïdes ou des polluants peu biodégradables tels que les PCB, furanes ou dioxines, le silure peut dans certains milieux aquatiques pollués être durablement ou provisoirement interdit de pêche, de détention et de toute commercialisation en France.

## Espèces
Selon BioLib (25 juin 2023) :
- Silurus aristotelis Garman, 1890
- Silurus asotus Linnaeus, 1758 — Silure asote
- Silurus biwaensis (Tomoda, 1961) — Silure géant du lac Biwa
- Silurus caobangensis Nguyen, Vu & Nguyen, 2015
- Silurus dakrongensis Nguyen, Vu & Nguyen, 2015
- Silurus duanensis Hu, Lan and Zhang, 2004
- Silurus glanis Linnaeus, 1758 — Silure glane
- Silurus grahami Regan, 1907
- Silurus ichneumon Hermann, 1804 inq.
- Silurus karmouth Siniu, 1799 inq.
- Silurus langsonensis Nguyen, Vu & Nguyen, 2015
- Silurus lanzhouensis Chen, 1977
- Silurus lithophilus (Tomoda, 1961)
- Silurus longibarbatus Li, Li, Zhang & He, 2019
- Silurus mento Regan, 1904
- Silurus meridionalis Chen, 1977
- Silurus microdorsalis (Mori, 1936)
- Silurus sinensis Lacépède, 1803
- Silurus soldatovi Nikolskii & Soin, 1948
- Silurus tomodai Hibino & Tabata, 2018
- Silurus triostegus Heckel, 1843
- Silurus undecimalis Linnaeus, 1758